# Florence Foster Jenkins

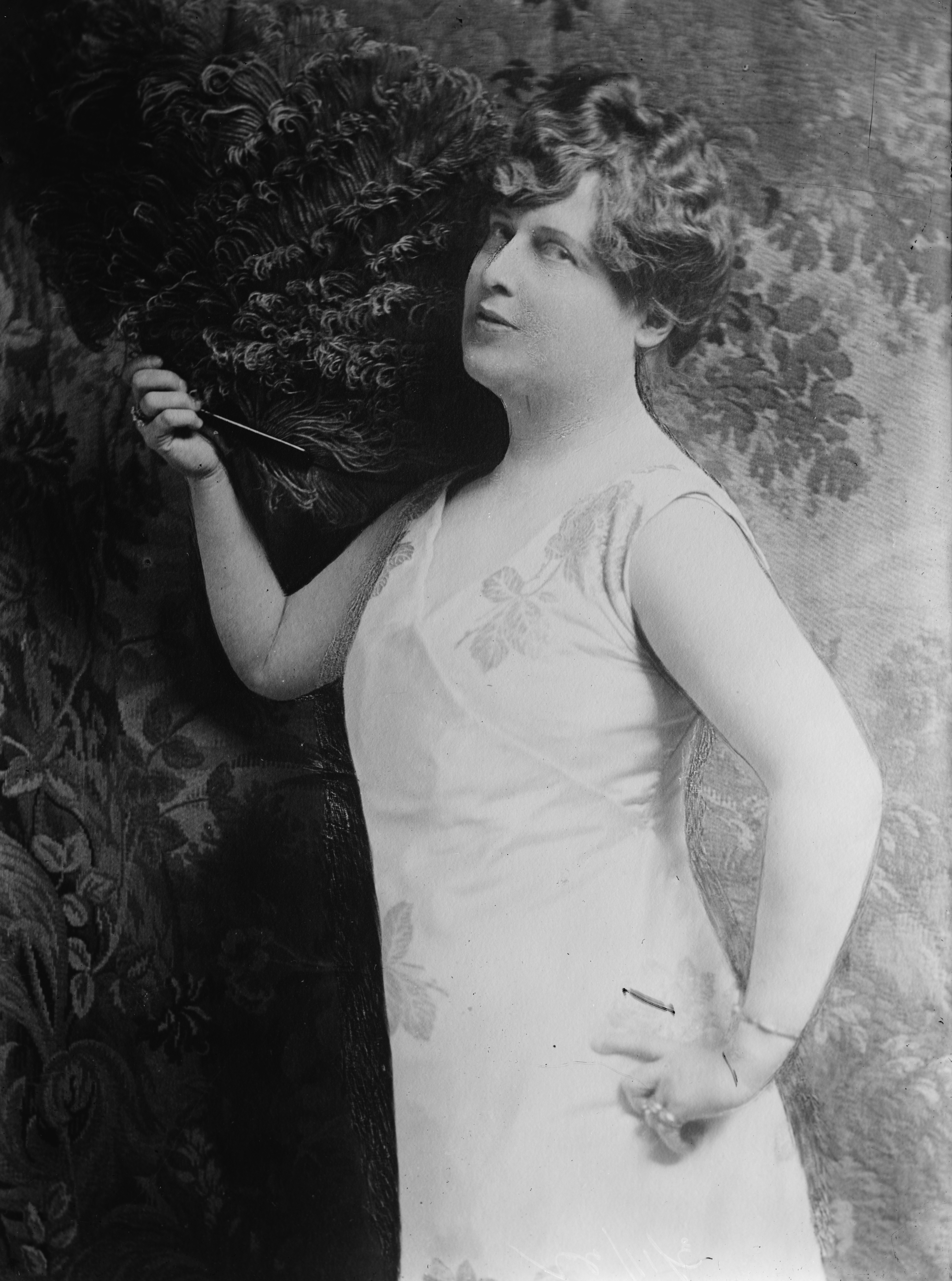
Florence Foster Jenkins

Florence Foster Jenkins (* 19. Juli 1868 in Wilkes-Barre, Pennsylvania als Narcissa Florence Foster; † 26. November 1944 in New York City) war eine US-amerikanische Mäzenin und Amateur-Sängerin (Sopran). Als „Diva der falschen Töne“ und „Königin der Dissonanzen“ wurde sie für ihre Gesangsauftritte vielmals belächelt, da sie weder Ton noch Rhythmus der ausgewählten Kompositionen traf.

## Leben
Florence Foster war die Tochter von Mary Jane (1851–1930) und Charles Dorrance Foster (1836–1909), einem reichen Anwalt und Bankier. Als Kind erhielt sie Klavierunterricht und hatte als Wunderkind Auftritte in Pennsylvania bei „Sängerfesten“ sowie während der Amtszeit von US-Präsident Rutherford B. Hayes im Weißen Haus. Ihren Wunsch, Gesang zu studieren, wollte ihr Vater nicht finanzieren.
Am 11. Juli 1883, acht Tage vor ihrem 15. Geburtstag, heiratete sie den Arzt Francis Thornton Jenkins (1852–1917). Bald darauf wurde sie von ihm mit Syphilis angesteckt. Aufgrund der seinerzeit üblichen Quecksilber- bzw. Arsen-Behandlungen gegen die Krankheit verlor sie ihre Haare und musste für den Rest ihres Lebens Perücken tragen. Vermutlich haben die Krankheit und/oder die Behandlungsmethoden ihr Gehör und ihr zentrales Nervensystem dauerhaft geschädigt.
1902 trennte sich das Paar. Jenkins verdiente sich einen bescheidenen Lebensunterhalt als Klavierlehrerin. 1909 lernte sie den englischen Shakespeare-Schauspieler St. Clair Bayfield (1875–1967) kennen. Sie gingen eine Beziehung ein, die den Rest ihres Lebens dauerte. Später wurde er ihr Manager. Im selben Jahr starb ihr Vater und hinterließ ihr so viel Geld, dass sie sich ganz auf ihre Gesangskarriere konzentrieren konnte, von der ihr die Eltern abgeraten hatten. Sie begann am Musikleben in Philadelphia teilzunehmen, gründete und finanzierte den Verdi-Club, nahm Gesangsunterricht und gab 1912 mit 44 Jahren ihr erstes Konzert.
Schon bald verbreitete sich ihr Ruf als schlechte Sängerin, erst in Philadelphia und dann im ganzen Land. Ihre Konzerte wurden zu einem schrägen Tipp für Insider. Obwohl das Publikum nach mehr Auftritten verlangte, beschränkte sich Jenkins auf seltene Auftritte vor einem erlesenen Publikum, das sie selbst auswählte, wie bei ihren jährlichen Konzerten im Ritz-Carlton-Hotel in New York City. Am 25. Oktober 1944 gab sie dem öffentlichen Druck endlich nach und sang mit 76 Jahren ein Konzert in der Carnegie Hall, das schon Wochen vorher ausverkauft war und dessen Eintrittskarten auf dem Schwarzmarkt große Summen kosteten.
Einen Monat später starb sie an einem Herzinfarkt. Freunde vermuteten, sie sei aus Gram über die vernichtenden Kritiken gestorben.

## Kunst
Die Aufnahmen von Jenkins zeigen, dass sie Intonation und Rhythmus nicht einhielt. Sie hatte einen ziemlich kleinen Stimmumfang und Schwierigkeiten, Töne lang zu halten. Der Klavierbegleiter musste ständig auf ihre Temposchwankungen und rhythmischen Fehler Rücksicht nehmen, dazu die Stücke ad hoc nach oben oder unten transponieren. Neben ihrem Gesang war ihre extravagante Aufmachung auffallend, die sie während eines Konzertes oft wechselte, je nachdem, welche Rolle sie sang. Vom Publikum wurde sie geliebt, auch weil man sich in ihren Konzerten amüsieren konnte. Manche Kritiker meinen, sie habe der Musik insofern gedient, als sie Leute neugierig auf klassische Konzerte machte.
Sie selbst hatte ein unerschütterliches Selbstbewusstsein und verglich sich mit großen Sängerinnen ihrer Zeit wie Frieda Hempel oder Luisa Tetrazzini. Gelächter, das bei ihren Konzerten oft aus dem Publikum kam, nahm sie als Gehässigkeit ihrer eifersüchtigen Konkurrenten wahr. Kritik entgegnete sie mit den Worten:

“People may say I can’t sing, but no one can ever say I didn’t sing.”

„Die Leute können vielleicht behaupten, dass ich nicht singen kann, aber niemand kann behaupten, dass ich nicht gesungen hätte.“

Die Musikauswahl bei den Konzerten der Sängerin setzte sich aus den Standards des Opernrepertoires (Wolfgang Amadeus Mozart, Giuseppe Verdi und Richard Strauss), Liedern (beispielsweise von Johannes Brahms) sowie von ihr oder ihrem Begleiter Cosmé McMoon selbst komponierten Werken zusammen. Sie sang auch besonders schwierige Arien – besonders bekannt wurde ihre Interpretation der Arie der Königin der Nacht Der Hölle Rache kocht in meinem Herzen aus der Zauberflöte von Mozart.

## Diskografie
- The Glory (????) of the Human Voice. RCA Victor Gold Seal, 1992, OCLC 775026551 (CD-Ausgabe Nr. GD 61175; RCA 09026-61175-2)
- Der Hölle Rache. Membran Music, Hamburg 2004, OCLC 60247828 (1 CD; 28 Min.)
- Murder on the High Cs. Naxos Jazz, Berlin 2003, OCLC 53907348 (1 CD; 61 Min.)
- The Muse Surmounted – Florence Foster Jenkins and Eleven of Her Rivals. Homophone 2004, OCLC 58399998 (1 CD; 78:24 Min.)

## Werke über Jenkins
Am bekanntesten ist das Stück Souvenir von Stephen Temperley, das 2005 in New York City am Broadway großen Erfolg hatte. Es machte Jenkins erneut bekannt und wurde seitdem in mehrere Sprachen übersetzt. Weitere Stücke sind Glorious! von Peter Quilter, das ebenfalls 2005 in London Premiere hatte und Viva La Diva von Chris Ballance aus dem Jahr 2001. Schon 1999 erschien das Ein-Personen-Stück Goddess of Song von Charles J. Fourie in Südafrika.
Mehrere Bands haben Florence Foster Jenkins Songs gewidmet.
2015 diente Jenkins’ Leben als Inspiration für Xavier Giannolis Spielfilm Madame Marguerite oder die Kunst der schiefen Töne (Originaltitel: Marguerite). Giannoli verlegte die Handlung allerdings ins Paris der 1920er-Jahre und besetzte die Titelrolle mit der französischen Schauspielerin Catherine Frot.
Ein weiterer biografischer Spielfilm mit dem Titel Florence Foster Jenkins entstand ab Mai 2015 in London. Dabei führte Stephen Frears Regie; Florence Foster Jenkins wurde von Meryl Streep dargestellt. Deutscher Kinostart war der 24. November 2016.
Auch die deutsche Produktion Die Florence Foster Jenkins Story (Regie: Ralf Pleger, Kinostart: 10. November 2016) beschäftigt sich als Montage aus Spielszenen und Experteninterviews mit dem Phänomen der „schlechtesten Sopranistin“. Im Film wird die Diskrepanz zwischen illusorischer Selbstwahrnehmung und der belächelten Realität von der US-Opernsängerin Joyce DiDonato dargestellt.